# Campionati mondiali di snowboard 1997
I Campionati mondiali di snowboard 1997 si sono svolti a San Candido, in Italia, fra il 21 e il 26 gennaio 1997.

## Risultati

### Uomini

#### Parallelo
| Posizione | Atleta            | Nazione     |
| --------- | ----------------- | ----------- |
| 1         | Mike Jacoby       | Stati Uniti |
| 2         | Elmar Messner     | Italia      |
| 3         | Bernd Kroschewski | Germania    |

Data: 25 gennaio 1997

#### Slalom
| Posizione | Atleta            | Nazione     |
| --------- | ----------------- | ----------- |
| 1         | Bernd Kroschewski | Germania    |
| 2         | Dieter Moherndl   | Germania    |
| 3         | Anton Pogue       | Stati Uniti |

Data: 23 gennaio 1997

#### Slalom gigante
| Posizione | Atleta         | Nazione     |
| --------- | -------------- | ----------- |
| 1         | Thomas Prugger | Italia      |
| 2         | Mike Jacoby    | Stati Uniti |
| 3         | Ian Price      | Stati Uniti |

Data: 22 gennaio 1997

#### Snowboardcross
| Posizione | Atleta             | Nazione |
| --------- | ------------------ | ------- |
| 1         | Helmut Pramstaller | Austria |
| 2         | Klaus Sammer       | Austria |
| 3         | Jakob Bergstedt    | Svezia  |

Data: 26 gennaio 1997

#### Halfpipe
| Posizione | Atleta               | Nazione   |
| --------- | -------------------- | --------- |
| 1         | Fabien Rohrer        | Svizzera  |
| 2         | Markus Hurme         | Finlandia |
| 3         | Roger Hjelmstadstuen | Norvegia  |

Data: 24 gennaio 1997

### Donne

#### Slalom Parallelo
| Posizione | Atleta                      | Nazione |
| --------- | --------------------------- | ------- |
| 1         | Dagmar Mair unter der Eggen | Italia  |
| 2         | Karine Ruby                 | Francia |
| 3         | Marie Birkl                 | Svezia  |

Data: 25 gennaio 1997

#### Slalom
| Posizione | Atleta                      | Nazione  |
| --------- | --------------------------- | -------- |
| 1         | Heidi Renoth                | Germania |
| 2         | Dagmar Mair unter der Eggen | Italia   |
| 3         | Dorothée Fournier           | Francia  |

Data: 23 gennaio 1997

#### Slalom gigante
| Posizione | Atleta            | Nazione     |
| --------- | ----------------- | ----------- |
| 1         | Sondra Van Ert    | Stati Uniti |
| 2         | Karine Ruby       | Francia     |
| 3         | Margherita Parini | Italia      |

Data: 21 gennaio 1997

#### Snowboardcross
| Posizione | Atleta                    | Nazione |
| --------- | ------------------------- | ------- |
| 1         | Karine Ruby               | Francia |
| 2         | Manuela Riegler           | Austria |
| 3         | Maria Kirchgasser-Pichler | Austria |

Data: 26 gennaio 1997

#### Halfpipe
| Posizione | Atleta             | Nazione  |
| --------- | ------------------ | -------- |
| 1         | Anita Schwaller    | Svizzera |
| 2         | Christel Thoresen  | Svezia   |
| 3         | Sabine Wehr-Hasler | Germania |

Data: 24 gennaio 1997

## Medagliere per nazioni
| Nazione     | Oro | Argento | Bronzo | Totale |
| ----------- | --- | ------- | ------ | ------ |
| Italia      | 2   | 2       | 1      | 5      |
| Germania    | 2   | 1       | 2      | 5      |
| Stati Uniti | 2   | 1       | 2      | 5      |
| Svizzera    | 2   | 0       | 0      | 2      |
| Francia     | 1   | 2       | 1      | 4      |
| Austria     | 1   | 2       | 1      | 4      |
| Svezia      | 0   | 1       | 2      | 3      |
| Finlandia   | 0   | 1       | 0      | 1      |
| Norvegia    | 0   | 0       | 1      | 1      |